# ジェーン・モンハイト

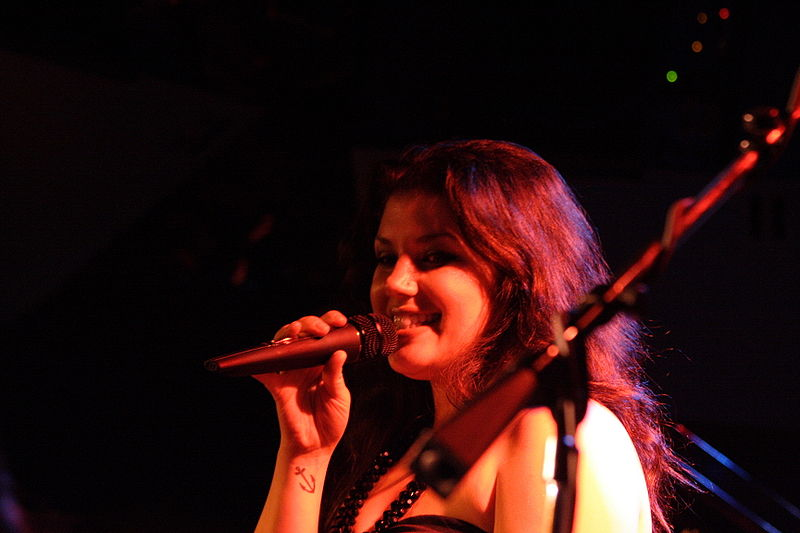
ブルーノートにて撮影（2006年）

ジェーン・モンハイト（Jane Monheit、1977年11月3日 - ）は、アメリカ合衆国のジャズ・ボーカリスト。ニューヨーク州オークデイル生まれ。コンコード・レコードなどでアルバムを発売している。

## 人物
ニューヨーク州ロングアイランドのオークデイル出身。マンハッタン音楽学校を1999年に優秀成績で卒業。1998年、セロニアス・モンク・ジャズ・インスティテュートのボーカル部門で2位を獲得。2000年にN-Coded Musicからメジャー・デビュー。その後、セルジオ・メンデス、イヴァン・リンス、ロン・カーター、ケニー・バロン、トゥーツ・シールマンスとの共演を行なう。2003年と2005年にグラミー賞にノミネートされた。

## ディスコグラフィ

### スタジオ・アルバム
- 『マイ・フーリッシュ・ハート』 - Never Never Land (2000年、N-Coded)
- 『カム・ドリーム・ウィズ・ミー』 - Come Dream with Me (2001年、N-Coded)
- 『イン・ザ・サン』 - In the Sun (2002年、N-Coded)
- 『テイキング・ア・チャンス・オン・ラヴ』 - Taking a Chance on Love (2004年、Sony)
- 『シーズン』 - The Season (2005年、Epic)
- 『サレンダー』 - Surrender (2007年、Concord)
- 『ラヴァーズ、ドリーマーズ・アンド・ミー』 - The Lovers, the Dreamers and Me (2008年、Concord)
- 『ホーム』 - Home (2010年、EmArcy)
- 『ハート・オブ・ザ・マター』 - The Heart of the Matter (2013年、EmArcy)
- 『エラ・フィッツジェラルドに捧ぐ』 - The Songbook Sessions: Ella Fitzgerald (2016年、Emerald City)
- Come What May (2021年、Club44)

### ライブ・アルバム
- 『ライヴ・アット・ザ・レインボー・ルーム』 - Live at the Rainbow Room (2003年、N-Coded)

### コンピレーション・アルバム
- 『ザ・ヴェリー・ベスト・オブ・ジェーン・モンハイト』 - The Very Best of Jane Monheit (2005年、N-Coded)

### 参加アルバム
デヴィッド・ベノワ
- 『2イン・ラヴ』 - 2 in Love (2015年、Concord)
- Believe (2015年、Concord)

その他
- テレンス・ブランチャード : 『レッツ・ゲット・ロスト〜ジミー・マクヒュー作品集』 - Let's Get Lost (2001年)
- レス・ブラウン & ヒズ・バンド・オブ・レナウン : Session #55 (1936–2001) (2001年)
- トム・ハレル : Wise Children (2003年)
- マーク・オコナー : In Full Swing (2003年)
- フランク・ヴィグノーラ & ジョー・アション : 662⁄3 (2005年)
- ハロルド・メイバーン : Afro Blue (2015年)